# Walter-Bauer-Preis
Der Walter-Bauer-Preis ist ein Literaturpreis, der entsprechend der „Vereinbarung der Städte Merseburg und Leuna über die gemeinsame Verleihung des Walter-Bauer-Preises und eines Walter-Bauer-Stipendiums“ vom 15. Juli 2005 alle zwei Jahre verliehen wird. Der Preis erinnert an den in Merseburg geborenen Schriftsteller Walter Bauer. 
In der Präambel der Satzung zur Verleihung des Walter-Bauer-Preises heißt es: „Sein umfangreiches Gesamtwerk drückt sein unbändiges Verlangen nach Freiheit, Selbständigkeit und Ungebundensein aus. Durch seine Botschaft der Menschlichkeit und sein Bekenntnis zum europäischen Geist zählt Walter Bauer zu den namhaften Autoren des 20. Jahrhunderts.“ 
Preisträger wurden und werden Persönlichkeiten, die im Sinne Walter Bauers literarisch wirken.

## Preisträger
(Quelle: Stadt Merseburg)
- 1994: Henry Beissel, Hans-Martin Pleßke
- 1996: Jürgen Jankofsky
- 1998: Eva Strittmatter
- 2000: Wilhelm Bartsch
- 2002: Wolfgang Hilbig
- 2004: Angelika Arend
- 2006: Wulf Kirsten
- 2008: Peter Gosse
- 2010: Landolf Scherzer, Dieter Mucke
- 2012: André Schinkel
- 2014: Kerstin Hensel
- 2016: Matthias Biskupek[2]
- 2018: Thomas Kunst
- 2020: Jens-Fietje Dwars
- 2022: Daniela Danz
- 2024: Thomas Böhme

## Stipendiaten
- 2006: Christian Kreis
- 2008: Thomas Rackwitz
- 2010: Michael Spyra
- 2012: Bernhard Spring
- 2014: Danilo Pockrandt
- 2016: Florian Liesegang
- 2018: Adina Heidenreich
- 2020: Christoph Liedtke
- 2022: Anna Mochar
- 2024: Henriette Baier, Moritz Bense

## Belege
1. ↑  Thomas Böhme erhielt den diesjährigen Walter-Bauer-Preis. Stadt Merseburg, 4. November 2024, abgerufen am 13. Januar 2025.
2. ↑  Walter-Bauer-Preis Merseburg kann sich nicht beteiligen, Mitteldeutsche Zeitung vom 27. Juni 2016, abgerufen am 4. Dezember 2016.